# A Roseanne epizódjainak listája
Ez a cikk a Roseanne című sorozat epizódjait listázza.

## Évados áttekintés
| Évad | Évad | Epizódok | Eredeti sugárzás     | Eredeti sugárzás | Eredeti adó |
| Évad | Évad | Epizódok | Évadpremier          | Évadfinálé       | Eredeti adó |
| ---- | ---- | -------- | -------------------- | ---------------- | ----------- |
|      | 1    | 23       | 1988. október 18.    | 1989. május 2.   | ABC         |
|      | 2    | 24       | 1989. szeptember 12. | 1990. május 8.   | ABC         |
|      | 3    | 25       | 1990. szeptember 18. | 1991. május 14.  | ABC         |
|      | 4    | 25       | 1991. szeptember 17. | 1992. május 12.  | ABC         |
|      | 5    | 25       | 1992. szeptember 15. | 1993. május 18.  | ABC         |
|      | 6    | 25       | 1993. szeptember 14. | 1994. május 24.  | ABC         |
|      | 7    | 26       | 1994. szeptember 21. | 1995. május 24.  | ABC         |
|      | 8    | 25       | 1995. szeptember 19. | 1996. május 21.  | ABC         |
|      | 9    | 24       | 1996. szeptember 17. | 1997. május 20.  | ABC         |
|      | 10   | 9        | 2018. március 27.    | 2018. május 22.  | ABC         |

## 1. évad (1988-1989)
| Sor. | Év. | Cím                                              | Rendező       | Író                                    | Premier                          | Nézettség    |
| ---- | --- | ------------------------------------------------ | ------------- | -------------------------------------- | -------------------------------- | ------------ |
| 1.   | 1.  | Családi élet (Life and Stuff)                    | Ellen Falcon  | Matt Williams                          | 1988. október 18. 1999. május 1. | 36,20 millió |
| 2.   | 2.  | Felvet minket a pénz (We're in the Money)        | Ellen Falcon  | David McFadzean                        | 1988. október 25. 1999. május 2. | 31,10 millió |
| 3.   | 3.  | Gyertyafényes vacsora (D-I-V-O-R-C-E)            | Ellen Falcon  | Lauren Eve Anderson                    | 1988. november 1.                | 36,90 millió |
| 4.   | 4.  | Kedvenc sógornőm (Language Lessons)              | Ellen Falcon  | Laurie Gelman                          | 1988. november 22.               | 30,70 millió |
| 5.   | 5.  | A nagy zeneszerző (Radio Days)                   | Ellen Falcon  | Laurie Gelman                          | 1988. november 29.               | 32,20 millió |
| 6.   | 6.  | Baráti fogadás (Lovers Lane)                     | Ellen Falcon  | Danny Jacobson                         | 1988. december 6.                | 34,80 millió |
| 7.   | 7.  | Emlékképek (The Memory Game)                     | Ellen Falcon  | Grace McKeaney                         | 1988. december 13.               | 36,20 millió |
| 8.   | 8.  | Mire jók a barátok? (Here's to Good Friends)     | Ellen Falcon  | Danny Jacobson                         | 1988. december 20.               | 35,40 millió |
| 9.   | 9.  | Ünnepi ütlegek (Dan's Birthday Bash)             | Ellen Falcon  | Grace McKeaney                         | 1989. január 3.                  | 38,00 millió |
| 10.  | 10. | Szombat (Saturday)                               | Ellen Falcon  | David McFadzean                        | 1989. január 10.                 | 36,10 millió |
| 11.  | 11. | Jöhet egy pofa sör (Canoga Time)                 | Ellen Falcon  | David McFadzean                        | 1989. január 17.                 | 36,80 millió |
| 12.  | 12. | Hétvégi nászút (The Monday Thru Friday Show)     | Ellen Falcon  | Danny Jacobson                         | 1989. január 24.                 | 39,10 millió |
| 13.  | 13. | Sóhajok hídja (Bridge over Troubled Sonny)       | Ellen Falcon  | Laurie Gelman                          | 1989. január 31.                 | 38,30 millió |
| 14.  | 14. | Apák napja (Father's Day)                        | Ellen Falcon  | Lauren Eve Anderson                    | 1989. február 7.                 | 38,90 millió |
| 15.  | 15. | Rémálom az Oak utcában (Nightmare on Oak Street) | John Pasquin  | Grace McKeaney                         | 1989. február 14.                | 34,60 millió |
| 16.  | 16. | Felruház az áruház (Mall Story)                  | John Sgueglia | Laurie Gelman                          | 1989. február 21.                | 39,60 millió |
| 17.  | 17. | Becky választása (Becky's Choice)                | John Sgueglia | Laurie Gelman és Danny Jacobson        | 1989. február 28.                | 39,90 millió |
| 18.  | 18. | Egy szeletnyi élet (The Slice of Life)           | John Sgueglia | Lauren Eve Anderson és David McFadzean | 1989. március 7.                 | 44,30 millió |
| 19.  | 19. | Workin' Overtime                                 | Ellen Falcon  | Bill Pentland                          | 1989. március 14.                | 41,20 millió |
| 20.  | 20. | Toto, We're Not in Kansas Anymore                | John Sgueglia | Grace McKeaney                         | 1989. március 28.                | 40,10 millió |
| 21.  | 21. | A halál és a baklava (Death and Stuff)           | John Sgueglia | Bill Pentland                          | 1989. április 11.                | 39,20 millió |
| 22.  | 22. | Drága jó szüleink (Dear Mom and Dad)             | John Sgueglia | Danny Jacobson                         | 1989. április 18.                | 41,80 millió |
| 23.  | 23. | Mondjunk fel! (Let's Call It Quits)              | John Sgueglia | David McFadzean és Lauren Eve Anderson | 1989. május 2.                   | 35,80 millió |

## 2. évad (1989-1990)
| Sor. | Év. | Cím                        | Rendező      | Író                                  | Premier              | Nézettség    |
| ---- | --- | -------------------------- | ------------ | ------------------------------------ | -------------------- | ------------ |
| 24.  | 1.  | Inherit the Wind           | John Pasquin | Allan Katz                           | 1989. szeptember 12. | 39,40 millió |
| 25.  | 2.  | The Little Sister          | John Pasquin | Joss Whedon                          | 1989. szeptember 19. | 38,50 millió |
| 26.  | 3.  | Guilt by Disassociation    | John Pasquin | Tom Arnold                           | 1989. szeptember 26. | 41,70 millió |
| 27.  | 4.  | Somebody Stole My Gal      | John Pasquin | Martin Pasko és Rebecca Parr         | 1989. október 3.     | 43,50 millió |
| 28.  | 5.  | House of Grown-Ups         | John Pasquin | Joss Whedon                          | 1989. október 10.    | 40,80 millió |
| 29.  | 6.  | Five of a Kind             | John Pasquin | Norma Safford Vela és Danny Jacobson | 1989. október 24.    | 38,60 millió |
| 30.  | 7.  | Boo!                       | John Pasquin | Norma Safford Vela                   | 1989. október 31.    | 36,70 millió |
| 31.  | 8.  | Sweet Dreams               | John Pasquin | Danny Jacobson                       | 1989. november 7.    | 36,30 millió |
| 32.  | 9.  | We Gather Together         | John Pasquin | Danny Jacobson                       | 1989. november 21.   | 38,80 millió |
| 33.  | 10. | Brain-Dead Poets Society   | John Pasquin | Joss Whedon                          | 1989. november 28.   | 37,90 millió |
| 34.  | 11. | Lobocop                    | John Pasquin | Tom Arnold                           | 1989. december 5.    | 36,20 millió |
| 35.  | 12. | No Talking                 | John Pasquin | Norma Safford Vela                   | 1989. december 12.   | 37,30 millió |
| 36.  | 13. | Chicken Hearts             | John Pasquin | Joss Whedon                          | 1990. január 2.      | 39,30 millió |
| 37.  | 14. | One for the Road           | John Pasquin | Sheree Guitar                        | 1990. január 9.      | 41,40 millió |
| 38.  | 15. | An Officer and a Gentleman | John Pasquin | Danny Jacobson és Norma Safford Vela | 1990. január 23.     | 38,80 millió |
| 39.  | 16. | Born to Be Wild            | John Pasquin | Stephen Paymer                       | 1990. január 30.     | 38,00 millió |
| 40.  | 17. | Hair                       | John Pasquin | Norma Safford Vela és Danny Jacobson | 1990. február 6.     | 35,30 millió |
| 41.  | 18. | I'm Hungry                 | John Pasquin | Danny Jacobson és Norma Safford Vela | 1990. február 13.    | 31,10 millió |
| 42.  | 19. | All of Me                  | John Pasquin | Norma Safford Vela és Danny Jacobson | 1990. február 20.    | 32,60 millió |
| 43.  | 20. | To Tell the Truth          | John Pasquin | Danny Jacobson és Norma Safford Vela | 1990. február 27.    | 35,10 millió |
| 44.  | 21. | Fender Bender              | John Pasquin | Penelope Spheeris és Bill Gerber     | 1990. március 20.    | 34,30 millió |
| 45.  | 22. | April Fool's Day           | John Pasquin | Stephen Paymer                       | 1990. április 10.    | 33,40 millió |
| 46.  | 23. | Fathers and Daughters      | John Pasquin | Kim C. Friese                        | 1990. május 1.       | 32,60 millió |
| 47.  | 24. | Happy Birthday             | John Pasquin | Geraldine Barr és Maxine Epstein     | 1990. május 8.       | 27,80 millió |

## 3. évad (1990-1991)
| Sor. | Év. | Cím                                  | Rendező              | Író                                                                                 | Premier              | Nézettség    |
| ---- | --- | ------------------------------------ | -------------------- | ----------------------------------------------------------------------------------- | -------------------- | ------------ |
| 48.  | 1.  | The Test                             | John Whitesell       | Bob Myer                                                                            | 1990. szeptember 18. | 29,80 millió |
| 49.  | 2.  | Friends & Relatives                  | John Whitesell       | Chuck Lorre                                                                         | 1990. szeptember 25. | 26,20 millió |
| 50.  | 3.  | Like a Virgin                        | John Whitesell       | Brad Isaacs                                                                         | 1990. október 2.     | 27,20 millió |
| 51.  | 4.  | Like a New Job                       | John Whitesell       | Jeff Abugov                                                                         | 1990. október 9.     | 31,30 millió |
| 52.  | 5.  | Goodbye Mr. Right                    | John Whitesell       | Bruce Graham                                                                        | 1990. október 16.    | 26,40 millió |
| 53.  | 6.  | Becky, Beds & Boys                   | John Whitesell       | Jennifer Heath és Amy Sherman                                                       | 1990. október 23.    | 30,10 millió |
| 54.  | 7.  | Trick or Treat                       | John Whitesell       | Történet: Chuck Lorre Tévéjáték: Chuck Lorre és Jeff Abugov                         | 1990. október 30.    | 29,10 millió |
| 55.  | 8.  | PMS, I Love You                      | John Whitesell       | Tom Arnold                                                                          | 1990. november 6.    | 28,20 millió |
| 56.  | 9.  | Bird Is the Word                     | John Whitesell       | Joel Madison és Don Foster                                                          | 1990. november 13.   | 27,10 millió |
| 57.  | 10. | Dream Lover                          | John Whitesell       | Chuck Lorre                                                                         | 1990. november 27.   | 28,30 millió |
| 58.  | 11. | Do You Know Where Your Parents Are?  | John Whitesell       | David A. Caplan és Brian LaPan                                                      | 1990. december 4.    | 28,50 millió |
| 59.  | 12. | Confessions                          | John Whitesell       | Brad Isaacs                                                                         | 1990. december 18.   | 27,40 millió |
| 60.  | 13. | The Courtship of Eddie, Dan's Father | John Whitesell       | Történet: Bob Myer Tévéjáték: Don Foster és Joel Madison                            | 1991. január 8.      | 28,90 millió |
| 61.  | 14. | The Wedding                          | John Whitesell       | Jeff Abugov                                                                         | 1991. január 15.     | 30,50 millió |
| 62.  | 15. | Becky Doesn't Live Here Anymore      | Gail Mancuso Cordray | Amy Sherman és Jennifer Heath                                                       | 1991. január 22.     | 30,00 millió |
| 63.  | 16. | Home-Ec                              | John Whitesell       | Mark Lloyd Rappaport                                                                | 1991. február 5.     | 28,50 millió |
| 64.  | 17. | Valentine's Day                      | John Whitesell       | Bob Myer                                                                            | 1991. február 12.    | 28,50 millió |
| 65.  | 18. | Communicable Theater                 | John Whitesell       | Jennifer Heath és Amy Sherman                                                       | 1991. február 19.    | 29,40 millió |
| 66.  | 19. | Vegas Interruptus                    | John Whitesell       | Történet: Bob Myer Tévéjáték: Chuck Lorre és Jeff Abugov                            | 1991. február 26.    | 28,60 millió |
| 67.  | 20. | Her Boyfriend's Back                 | John Whitesell       | Történet: Sheldon Krasner és David Saling Tévéjáték: Brad Isaacs és Maxine Lapiduss | 1991. március 12.    | 31,50 millió |
| 68.  | 21. | Troubles with the Rubbles            | John Whitesell       | Joel Madison                                                                        | 1991. március 26.    | 27,70 millió |
| 69.  | 22. | Second Time Around                   | John Whitesell       | Maxine Lapiduss                                                                     | 1991. április 2.     | 23,20 millió |
| 70.  | 23. | Dances with Darlene                  | Gail Mancuso Cordray | Brad Isaacs                                                                         | 1991. április 30.    | 25,30 millió |
| 71.  | 24. | Scenes from a Barbecue               | John Whitesell       | Bob Myer és Chuck Lorre                                                             | 1991. május 7.       | 25,60 millió |
| 72.  | 25. | The Pied Piper of Lanford            | John Whitesell       | Jeff Abugov                                                                         | 1991. május 14.      | 21,90 millió |

## 4. évad (1991-1992)
| Sor. | Év. | Cím                          | Rendező              | Író                                                                                   | Premier              | Nézettség    |
| ---- | --- | ---------------------------- | -------------------- | ------------------------------------------------------------------------------------- | -------------------- | ------------ |
| 73.  | 1.  | A Bitter Pill to Swallow     | Andrew D. Weyman     | Amy Sherman és Jennifer Heath                                                         | 1991. szeptember 17. | 28,50 millió |
| 74.  | 2.  | Take My Bike ... Please!     | Andrew D. Weyman     | Történet: Mark Rosewater Tévéjáték: Bob Myer                                          | 1991. szeptember 24. | 32,80 millió |
| 75.  | 3.  | Why Jackie Becomes a Trucker | Andrew D. Weyman     | Chuck Lorre                                                                           | 1991. október 1.     | 33,40 millió |
| 76.  | 4.  | Darlene Fades to Black       | Andrew D. Weyman     | Jeff Abugov                                                                           | 1991. október 8.     | 32,00 millió |
| 77.  | 5.  | Tolerate Thy Neighbor        | Andrew D. Weyman     | Maxine Lapiduss és Martin Mull                                                        | 1991. október 15.    | 31,00 millió |
| 78.  | 6.  | Trick Me Up, Trick Me Down   | Andrew D. Weyman     | Amy Sherman                                                                           | 1991. október 29.    | 36,70 millió |
| 79.  | 7.  | Vegas                        | Andrew D. Weyman     | Don Foster és Sid Youngers                                                            | 1991. november 5.    | 32,40 millió |
| 80.  | 8.  | Vegas, Vegas                 | Andrew D. Weyman     | Joel Madison és Mark Rosewater                                                        | 1991. november 12.   | 36,10 millió |
| 81.  | 9.  | Stressed to Kill             | Andrew D. Weyman     | Történet: Bob Myer és Chuck Lorre Tévéjáték: Jeff Abugov és Maxine Lapiduss           | 1991. november 19.   | 28,50 millió |
| 82.  | 10. | Thanksgiving 91              | Andrew D. Weyman     | Brad Isaacs                                                                           | 1991. november 26.   | 29,70 millió |
| 83.  | 11. | Kansas City, Here We Come    | Andrew D. Weyman     | Történet: Amy Sherman és David Forbes Tévéjáték: Don Foster és Jennifer Heath         | 1991. december 3.    | 34,60 millió |
| 84.  | 12. | Santa Claus                  | Andrew D. Weyman     | Történet: Barry Vigon Tévéjáték: Chuck Lorre és Maxine Lapiduss                       | 1991. december 17.   | 32,30 millió |
| 85.  | 13. | Bingo                        | Andrew D. Weyman     | Történet: Tom Arnold és Robert Miranda Tévéjáték: Joel Madison és Sid Youngers        | 1992. január 7.      | 36,40 millió |
| 86.  | 14. | The Bowling Show             | Andrew D. Weyman     | Történet: Don Foster Tévéjáték: Jeff Abugov és Amy Sherman                            | 1992. január 21.     | 32,40 millió |
| 87.  | 15. | The Back Story               | Andrew D. Weyman     | Bob Myer                                                                              | 1992. február 4.     | 37,10 millió |
| 88.  | 16. | Less Is More                 | Gail Mancuso Cordray | Történet: Amy Sherman Tévéjáték: Maxine Lapiduss és Don Foster                        | 1992. február 11.    | 28,10 millió |
| 89.  | 17. | Breaking Up Is Hard to Do    | Andrew D. Weyman     | Jennifer Heath                                                                        | 1992. február 18.    | 32,40 millió |
| 90.  | 18. | This Old House               | Andrew D. Weyman     | Történet: Michael Poryes Tévéjáték: Chuck Lorre és Jeff Abugov                        | 1992. február 25.    | 30,10 millió |
| 91.  | 19. | The Commercial Show          | Andrew D. Weyman     | Történet: Maxine Lapiduss és Chuck Lorre Tévéjáték: Maxine Lapiduss és Jennifer Heath | 1992. március 3.     | 34,60 millió |
| 92.  | 20. | Therapy                      | Andrew D. Weyman     | Történet: Chuck Lorre Tévéjáték: Joel Madison és Sid Youngers                         | 1992. március 17.    | 33,80 millió |
| 93.  | 21. | Lies                         | Andrew D. Weyman     | Történet: Jeff Abugov Tévéjáték: Don Foster és Sid Youngers                           | 1992. március 24.    | 37,60 millió |
| 94.  | 22. | Deliverance                  | Gail Mancuso Cordray | Történet: Chuck Lorre Tévéjáték: Jeff Abugov és Joel Madison                          | 1992. március 31.    | 37,00 millió |
| 95.  | 23. | Secrets                      | Andrew D. Weyman     | Lawrence H. Levy                                                                      | 1992. április 28.    | 33,50 millió |
| 96.  | 24. | Don't Make Me Over           | Andrew D. Weyman     | Történet: Sara Gilbert Tévéjáték: Maxine Lapiduss, Don Foster és Sid Youngers         | 1992. május 5.       | 31,90 millió |
| 97.  | 25. | Aliens                       | Andrew D. Weyman     | Történet: Joel Madison és Ron Nelson Tévéjáték: Jeff Abugov és Joel Madison           | 1992. május 12.      | 32,70 millió |

## 5. évad (1992-1993)
| Sor. | Év. | Cím                                       | Rendező                  | Író                                                                          | Premier              | Nézettség    |
| ---- | --- | ----------------------------------------- | ------------------------ | ---------------------------------------------------------------------------- | -------------------- | ------------ |
| 98.  | 1.  | Terms of Estrangement: Part 1             | Andrew D. Weyman         | Sy Dukane és Denise Moss                                                     | 1992. szeptember 15. | 36,70 millió |
| 99.  | 2.  | Terms of Estrangement: Part 2             | Andrew D. Weyman         | Rob Ulin                                                                     | 1992. szeptember 22. | 36,00 millió |
| 100. | 3.  | The Dark Ages                             | Andrew D. Weyman         | Eric Gilliland és Mike Gandolfi                                              | 1992. szeptember 29. | 35,90 millió |
| 101. | 4.  | Mommy Nearest                             | Andrew D. Weyman         | Janice Jordan és Monica Piper                                                | 1992. október 6.     | 33,70 millió |
| 102. | 5.  | Pretty in Black                           | Andrew D. Weyman         | Amy Sherman                                                                  | 1992. október 13.    | 31,50 millió |
| 103. | 6.  | Looking for Loans in All the Wrong Places | Andrew D. Weyman         | Eileen Heisler és DeAnn Heline                                               | 1992. október 20.    | 30,40 millió |
| 104. | 7.  | Halloween IV                              | Andrew D. Weyman         | Rob Ulin                                                                     | 1992. október 27.    | 37,00 millió |
| 105. | 8.  | Ladies Choice                             | Andrew D. Weyman         | Betsy Borns és David Raether                                                 | 1992. november 10.   | 32,40 millió |
| 106. | 9.  | Stand on Your Man                         | Andrew D. Weyman         | Denise Moss és Sy Dukane                                                     | 1992. november 17.   | 33,70 millió |
| 107. | 10. | Good Girls, Bad Girls                     | Andrew D. Weyman         | Amy Sherman                                                                  | 1992. november 24.   | 30,50 millió |
| 108. | 11. | Of Ice and Men                            | Andrew D. Weyman         | Robert Borden és Norm Macdonald                                              | 1992. december 1.    | 35,20 millió |
| 109. | 12. | It's No Place Like Home for the Holidays  | Andrew D. Weyman         | Eric Gilliland                                                               | 1992. december 15.   | 34,40 millió |
| 110. | 13. | Crime and Punishment                      | Andrew D. Weyman         | Bruce Rasmussen                                                              | 1993. január 5.      | 38,30 millió |
| 111. | 14. | War and Peace                             | Andrew D. Weyman         | DeAnn Heline és Eileen Heisler                                               | 1993. január 12.     | 38,80 millió |
| 112. | 15. | Lanford Daze                              | Andrew D. Weyman         | Monica Piper és David Raether                                                | 1993. január 26.     | n.a          |
| 113. | 16. | Wait Till Your Father Gets Home           | Andrew D. Weyman         | Amy Sherman                                                                  | 1993. február 9.     | 32,30 millió |
| 114. | 17. | First Cousin, Twice Removed               | Andrew D. Weyman         | Janice Jordan                                                                | 1993. február 16.    | 29,00 millió |
| 115. | 18. | Lose a Job, Winnebago                     | Andrew D. Weyman         | Norm Macdonald                                                               | 1993. február 23.    | 33,30 millió |
| 116. | 19. | It's a Boy!                               | Andrew D. Weyman         | Rob Ulin                                                                     | 1993. március 2.     | 31,20 millió |
| 117. | 20. | It Was Twenty Years Ago Today             | Andrew D. Weyman         | Betsy Borns                                                                  | 1993. március 9.     | 29,40 millió |
| 118. | 21. | Playing with Matches                      | Andrew D. Weyman         | Robert Borden                                                                | 1993. március 23.    | 32,60 millió |
| 119. | 22. | Promises, Promises                        | Andrew D. Weyman         | Mike Gandolfi                                                                | 1993. április 6.     | 28,60 millió |
| 120. | 23. | Glengarry, Glen Rosey                     | Philip Charles MacKenzie | Történet: Sy Dukane és Denise Moss Tévéjáték: Lois Bromfield és Scott Burton | 1993. május 4.       | 22,20 millió |
| 121. | 24. | Tooth or Consequences                     | Gail Mancuso             | Leslie Reider                                                                | 1993. május 11.      | 27,00 millió |
| 122. | 25. | Daughters and Other Strangers             | Jeff Margolis            | Eric Gilliland                                                               | 1993. május 18.      | 28,80 millió |

## 6. évad (1993-1994)
| Sor. | Év. | Cím                              | Rendező                  | Író                                                                                   | Premier              | Nézettség    |
| ---- | --- | -------------------------------- | ------------------------ | ------------------------------------------------------------------------------------- | -------------------- | ------------ |
| 123. | 1.  | Two Down, One to Go              | Philip Charles MacKenzie | Amy Sherman                                                                           | 1993. szeptember 14. | 30,10 millió |
| 124. | 2.  | The Mommy's Curse                | Philip Charles MacKenzie | Eric Gilliland                                                                        | 1993. szeptember 21. | 27,70 millió |
| 125. | 3.  | Party Politics                   | Philip Charles MacKenzie | Miriam Trogdon                                                                        | 1993. szeptember 28. | 29,40 millió |
| 126. | 4.  | A Stash from the Past            | Philip Charles MacKenzie | Kevin Abbott                                                                          | 1993. október 5.     | 30,40 millió |
| 127. | 5.  | Be My Baby                       | Philip Charles MacKenzie | Rob Ulin                                                                              | 1993. október 19.    | 31,90 millió |
| 128. | 6.  | Halloween V                      | Gail Mancuso             | Betsy Borns és Miriam Trogdon                                                         | 1993. október 26.    | 34,50 millió |
| 129. | 7.  | Homeward Bound                   | Philip Charles MacKenzie | Michael Borkow                                                                        | 1993. november 2.    | 29,40 millió |
| 130. | 8.  | Guilt by Imagination             | Philip Charles MacKenzie | Történet: Lois Bromfield Tévéjáték: Pat Bullard és Stevie Ray Fromstein               | 1993. november 9.    | 28,60 millió |
| 131. | 9.  | Homecoming                       | Gail Mancuso             | Sid Youngers                                                                          | 1993. november 16.   | 33,00 millió |
| 132. | 10. | Thanksgiving 93                  | Philip Charles MacKenzie | Michael Borkow és Mike Gandolfi                                                       | 1993. november 23.   | 28,00 millió |
| 133. | 11. | The Driver's Seat                | Philip Charles MacKenzie | James Berg és Stan Zimmerman                                                          | 1993. november 30.   | 29,30 millió |
| 134. | 12. | White Trash Christmas            | Philip Charles MacKenzie | Lawrence Broch és William Lucas Walker                                                | 1993. december 14.   | 31,40 millió |
| 135. | 13. | Suck Up or Shut Up               | Philip Charles MacKenzie | Történet: Amy Morland Tévéjáték: Betsy Borns és Mike Gandolfi                         | 1994. január 4.      | 32,30 millió |
| 136. | 14. | Busted                           | Philip Charles MacKenzie | Amy Sherman                                                                           | 1994. január 11.     | 31,60 millió |
| 137. | 15. | David vs. Goliath                | Philip Charles MacKenzie | Steve Pepoon                                                                          | 1994. február 1.     | 28,80 millió |
| 138. | 16. | Everyone Comes to Jackie's       | Philip Charles MacKenzie | Betsy Borns és Mike Gandolfi                                                          | 1994. február 8.     | 32,50 millió |
| 139. | 17. | Don't Make Room for Daddy        | Philip Charles MacKenzie | Kevin Abbott és Stevie Ray Fromstein                                                  | 1994. február 15.    | 25,20 millió |
| 140. | 18. | Don't Ask, Don't Tell            | Philip Charles MacKenzie | Történet: Michael Borkow Tévéjáték: James Berg és Stan Zimmerman                      | 1994. március 1.     | 31,80 millió |
| 141. | 19. | Labor Day                        | Philip Charles MacKenzie | Történet: Rob Ulin Tévéjáték: Miriam Trogdon                                          | 1994. március 8.     | 35,00 millió |
| 142. | 20. | Past Imperfect                   | Philip Charles MacKenzie | David Raether                                                                         | 1994. március 22.    | 29,10 millió |
| 143. | 21. | Lies My Father Told Me           | Philip Charles MacKenzie | Történet: Rob Ulin Tévéjáték: Eric Gilliland                                          | 1994. március 29.    | 33,60 millió |
| 144. | 22. | I Pray the Lord My Stove to Keep | Philip Charles MacKenzie | Kevin Abbott és Pat Bullard                                                           | 1994. május 3.       | 23,30 millió |
| 145. | 23. | Body by Jake                     | Philip Charles MacKenzie | David Forbes                                                                          | 1994. május 10.      | 28,20 millió |
| 146. | 24. | Isn't It Romantic?               | Gail Mancuso             | Történet: Timothy Schlattmann és Perry Dance Tévéjáték: Leif Sandaas és Cynthia Hogle | 1994. május 17.      | 25,30 millió |
| 147. | 25. | Altar Egos                       | Mark K. Samuels          | Rob Ulin és Eric Gilliland                                                            | 1994. május 24.      | 28,10 millió |

## 7. évad (1994-1995)
| Sor. | Év. | Cím                                 | Rendező         | Író                                                                             | Premier              | Nézettség    |
| ---- | --- | ----------------------------------- | --------------- | ------------------------------------------------------------------------------- | -------------------- | ------------ |
| 148. | 1.  | Nine Is Enough                      | Gail Mancuso    | Történet: Rob Ulin Tévéjáték: Ray Fromstein és Pat Bullard                      | 1994. szeptember 21. | 28,90 millió |
| 149. | 2.  | Two for One                         | Gail Mancuso    | Stephen Godchaux                                                                | 1994. szeptember 28. | 28,60 millió |
| 150. | 3.  | Snoop Davey Dave                    | Gail Mancuso    | Elaine Aronson                                                                  | 1994. október 5.     | 25,40 millió |
| 151. | 4.  | Girl Talk                           | Gail Mancuso    | Miriam Trogdon                                                                  | 1994. október 12.    | 26,80 millió |
| 152. | 5.  | Sleeper                             | Gail Mancuso    | Tim Doyle                                                                       | 1994. október 19.    | 26,90 millió |
| 153. | 6.  | Skeleton in the Closet              | Gail Mancuso    | Történet: Lois Bromfield Tévéjáték: William Lucas Walker és Lawrence Broch      | 1994. október 26.    | 29,70 millió |
| 154. | 7.  | Follow the Son                      | Gail Mancuso    | Dusty Kay                                                                       | 1994. november 2.    | 25,90 millió |
| 155. | 8.  | Punch and Jimmy                     | Gail Mancuso    | David Raether                                                                   | 1994. november 9.    | 27,40 millió |
| 156. | 9.  | White Men Can't Kiss                | Gail Mancuso    | Rob Ulin és Kevin Abbott                                                        | 1994. november 16.   | 24,90 millió |
| 157. | 10. | Thanksgiving 94                     | Gail Mancuso    | Miriam Trogdon és Lois Bromfield                                                | 1994. november 23.   | 20,80 millió |
| 158. | 11. | Maybe Baby                          | Gail Mancuso    | Történet: Cynthia Mort Tévéjáték: Matt Berry és Ed Yeager                       | 1994. november 30.   | 25,40 millió |
| 159. | 12. | The Parenting Trap                  | Gail Mancuso    | Sid Youngers                                                                    | 1994. december 14.   | 24,10 millió |
| 160. | 13. | Rear Window                         | Gail Mancuso    | Michael Borkow és Danny Zuker                                                   | 1995. január 4.      | 27,30 millió |
| 161. | 14. | My Name is Bev                      | Gail Mancuso    | Bob Nickman                                                                     | 1995. január 11.     | 25,20 millió |
| 162. | 15. | Bed and Bored                       | Gail Mancuso    | Eric Gilliland                                                                  | 1995. február 1.     | 22,30 millió |
| 163. | 16. | Sisters                             | Gail Mancuso    | Michael Borkow                                                                  | 1995. február 8.     | 21,10 millió |
| 164. | 17. | Lost Youth                          | Gail Mancuso    | Pat Bullard és Stevie Ray Fromstein                                             | 1995. február 15.    | 22,70 millió |
| 165. | 18. | Single Married Female               | Gail Mancuso    | Betsy Borns                                                                     | 1995. február 22.    | 22,40 millió |
| 166. | 19. | All About Rosey Part 1              | Gail Mancuso    | Történet: Rob Ulin és Leif Sandass Tévéjáték: Rob Ulin és Perry Dance           | 1995. március 1.     | 20,10 millió |
| 167. | 20. | All About Rosey Part 2              | Gail Mancuso    | Történet: Rob Ulin és Leif Sandass Tévéjáték: Rob Ulin és Perry Dance           | 1995. március 1.     | 20,10 millió |
| 168. | 21. | Husbands and Wives                  | Gail Mancuso    | Kevin Abbott                                                                    | 1995. március 22.    | 22,10 millió |
| 169. | 22. | Happy Trailers                      | Mark K. Samuels | Tim Doyle és Sid Youngers                                                       | 1995. március 29.    | 20,40 millió |
| 170. | 23. | The Blaming of the Shrew            | Gail Mancuso    | Lawrence Broch                                                                  | 1995. május 3.       | 16,50 millió |
| 171. | 24. | The Birds and the Frozen Bees       | Gail Mancuso    | David Forbes                                                                    | 1995. május 10.      | 17,40 millió |
| 172. | 25. | Couch Potatoes                      | Mark K. Samuels | Eric Gilliland                                                                  | 1995. május 17.      | 17,20 millió |
| 173. | 26. | Sherwood Schwartz: A Loving Tribute | Gail Mancuso    | Történet: William Lucas Walker és Allan Stephan Tévéjáték: William Lucas Walker | 1995. május 24.      | 16,30 millió |

## 8. évad (1995-1996)
| Sor. | Év. | Cím                                   | Rendező         | Író                                                               | Premier              | Nézettség    |
| ---- | --- | ------------------------------------- | --------------- | ----------------------------------------------------------------- | -------------------- | ------------ |
| 174. | 1.  | Shower the People You Love with Stuff | Gail Mancuso    | Lawrence Broch                                                    | 1995. szeptember 19. | 22,50 millió |
| 175. | 2.  | Let Them Eat Junk                     | Gail Mancuso    | Történet: Carrie Snow Tévéjáték: Matt Berry és Ed Yeager          | 1995. szeptember 26. | 19,00 millió |
| 176. | 3.  | Roseanne in the Hood                  | Mark K. Samuels | Történet: Allan Stephan Tévéjáték: Mike Costa és Drew Ogier       | 1995. október 17.    | 19,70 millió |
| 177. | 4.  | The Last Date                         | Gail Mancuso    | Eric Gilliland és Daniel Palladino                                | 1995. október 24.    | 20,50 millió |
| 178. | 5.  | Halloween: the Final Chapter          | Roseanne Barr   | Roseanne Barr és Lois Bromfield                                   | 1995. október 31.    | 18,80 millió |
| 179. | 6.  | The Fifties Show                      | Gail Mancuso    | Allan Stephan Blasband                                            | 1995. november 7.    | 17,80 millió |
| 180. | 7.  | The Getaway, Almost                   | Gail Mancuso    | Cynthia Mort                                                      | 1995. november 14.   | 20,80 millió |
| 181. | 8.  | The Last Thursday in November         | Gail Mancuso    | Ritch Shydner                                                     | 1995. november 21.   | 17,90 millió |
| 182. | 9.  | Of Mice and Dan                       | Gail Mancuso    | Bob Nickman                                                       | 1995. november 28.   | 16,40 millió |
| 183. | 10. | Direct to Video                       | Gail Mancuso    | Michael B. Kaplan                                                 | 1995. december 5.    | 18,90 millió |
| 184. | 11. | December Bride                        | Gail Mancuso    | William Lucas Walker                                              | 1995. december 12.   | 21,10 millió |
| 185. | 12. | The Thrilla Near the Vanilla Extract  | Gail Mancuso    | Ed Yeager                                                         | 1996. január 2.      | 19,30 millió |
| 186. | 13. | The White Sheep of the Family         | Gail Mancuso    | David Raether                                                     | 1996. január 9.      | 20,80 millió |
| 187. | 14. | Becky Howser, M.D.                    | Gail Mancuso    | Sid Youngers                                                      | 1996. január 16.     | 17,60 millió |
| 188. | 15. | Out of the Past                       | Gail Mancuso    | Drew Ogier és Mike Costa                                          | 1996. február 6.     | 17,40 millió |
| 189. | 16. | Construction Junction                 | Gail Mancuso    | Daniel Palladino                                                  | 1996. február 13.    | 14,20 millió |
| 190. | 17. | We're Going to Disney World           | Gail Mancuso    | Matt Berry                                                        | 1996. február 20.    | 17,80 millió |
| 191. | 18. | Disney World War II                   | Gail Mancuso    | Allan Stephan Blasband                                            | 1996. február 27.    | 19,60 millió |
| 192. | 19. | Springtime for David                  | Mark K. Samuels | Garland Testa és David Forbes                                     | 1996. március 12.    | 16,90 millió |
| 193. | 20. | Another Mouth to Shut Up              | Mark K. Samuels | Történet: Eric Gilliland Tévéjáték: Janet Leahy és Richard Kaplan | 1996. március 26.    | 21,40 millió |
| 194. | 21. | Morning Becomes Obnoxious             | Gail Mancuso    | Leif Sandaas                                                      | 1996. április 9.     | 15,60 millió |
| 195. | 22. | Ballroom Blitz                        | Gail Mancuso    | Történet: Cathy Ladman Tévéjáték: Cathy Ladman és Carrie Snow     | 1996. április 30.    | 14,20 millió |
| 196. | 23. | The Wedding                           | Gail Mancuso    | Michael B. Kaplan és Lawrence Broch                               | 1996. május 7.       | 23,00 millió |
| 197. | 24. | Heart & Soul                          | Gail Mancuso    | Daniel Palladino és William Lucas Walker                          | 1996. május 14.      | 21,00 millió |
| 198. | 25. | Fights and Stuff                      | Mark K. Samuels | Történet: Eric Gilliland Tévéjáték: Cynthia Mort és Sid Youngers  | 1996. május 21.      | 18,80 millió |

## 9. évad (1996-1997)
| Sor. | Év. | Cím                          | Rendező         | Író                                                                                    | Premier              | Nézettség    |
| ---- | --- | ---------------------------- | --------------- | -------------------------------------------------------------------------------------- | -------------------- | ------------ |
| 199. | 1.  | Call Waiting                 | Mark K. Samuels | Drew Ogier és Allan Stephan Blasband                                                   | 1996. szeptember 17. | 18,90 millió |
| 200. | 2.  | Millions from Heaven         | Mark K. Samuels | Nancy Steen és Cynthia Mort                                                            | 1996. szeptember 24. | 17,60 millió |
| 201. | 3.  | What a Day for a Daydream    | Mark K. Samuels | Richard Kaplan és Garland Testa                                                        | 1996. október 1.     | 18,63 millió |
| 202. | 4.  | Honor Thy Mother             | Mark K. Samuels | Bob Nickman és Amy Welsh                                                               | 1996. október 8.     | 16,90 millió |
| 203. | 5.  | Someday My Prince Will Come  | Mark K. Samuels | Carrie Snow és Janet Leahy                                                             | 1996. október 15.    | 15,70 millió |
| 204. | 6.  | Pampered to a Pulp           | Mark K. Samuels | Stacie Lipp                                                                            | 1996. október 22.    | 15,30 millió |
| 205. | 7.  | Satan, Darling               | Roseanne Barr   | Történet: Roseanne Barr és Ellen Quigley Tévéjáték: Roseanne Barr és Jennifer Saunders | 1996. október 29.    | 17,70 millió |
| 206. | 8.  | Hoi Polloi Meets Hoiti Toiti | Mark K. Samuels | Leif Sandaas és Debbie Kasper                                                          | 1996. november 12.   | 13,30 millió |
| 207. | 9.  | Roseambo                     | Gary Halvorson  | R. Gaylor és Betsy Salkind                                                             | 1996. november 19.   | 19,00 millió |
| 208. | 10. | Home Is Where the Afghan Is  | Gary Halvorson  | Lawrence Broch                                                                         | 1996. november 26.   | 15,00 millió |
| 209. | 11. | Mothers and Other Strangers  | Gary Halvorson  | Roseanne Barr és Cynthia Mort                                                          | 1996. december 3.    | 15,40 millió |
| 210. | 12. | Home for the Holidays        | Mark K. Samuels | Történet: Roseanne Barr Tévéjáték: Lawrence Broch                                      | 1996. december 17.   | 14,60 millió |
| 211. | 13. | Say It Ain't So              | Mark K. Samuels | Nancy Steen                                                                            | 1997. január 7.      | 18,13 millió |
| 212. | 14. | Hit the Road, Jack           | Mark K. Samuels | Roseanne Barr                                                                          | 1997. január 14.     | 18,79 millió |
| 213. | 15. | The War Room                 | Mark K. Samuels | Bob Nickman                                                                            | 1997. január 28.     | 16,33 millió |
| 214. | 16. | Lanford's Elite              | Gary Halvorson  | Történet: Allan Stephan Blasband Tévéjáték: Richard Whitley és Bob Rubin               | 1997. február 11.    | 13,49 millió |
| 215. | 17. | Some Enchanted Merger        | Gary Halvorson  | April Winchell                                                                         | 1997. február 11.    | 13,49 millió |
| 216. | 18. | A Second Chance              | Mark K. Samuels | Cynthia Mort                                                                           | 1997. február 18.    | 16,26 millió |
| 217. | 19. | The Miracle                  | Gary Halvorson  | Történet: Roseanne Barr Tévéjáték: Drew Ogier                                          | 1997. február 25.    | 16,16 millió |
| 218. | 20. | Roseanne-Feld                | Mark K. Samuels | April Winchell és Richard Whitley                                                      | 1997. március 4.     | 13,98 millió |
| 219. | 21. | The Truth Be Told            | Mark K. Samuels | Lawrence Broch és April Winchell                                                       | 1997. március 18.    | 12,90 millió |
| 220. | 22. | Arsenic and Old Mom          | Mark K. Samuels | Carrie Fisher                                                                          | 1997. május 13.      | 14,72 millió |
| 221. | 23. | Into That Good Night Part 1  | Gary Halvorson  | Történet: Roseanne Barr Tévéjáték: Jessica Pentland és Jennifer Pentland               | 1997. május 20.      | 16,57 millió |
| 222. | 24. | Into That Good Night Part 2  | Gary Halvorson  | Roseanne Barr és Allan Stephan Blasband                                                | 1997. május 20.      | 16,57 millió |

## 10. évad (2018)
| Sor. | Év. | Cím                      | Rendező          | Író             | Premier           | Nézettség    |
| ---- | --- | ------------------------ | ---------------- | --------------- | ----------------- | ------------ |
| 223. | 1.  | Twenty Years to Life     | John Pasquin     | Bruce Rasmussen | 2018. március 27. | 18,44 millió |
| 224. | 2.  | Dress to Impress         | John Pasquin     | Darlene Hunt    | 2018. március 27. | 18,44 millió |
| 225. | 3.  | Roseanne Gets the Chair  | John Pasquin     | Sid Youngers    | 2018. április 3.  | 15,39 millió |
| 226. | 4.  | Eggs Over, Not Easy      | John Pasquin     | Morgan Murphy   | 2018. április 10. | 13,77 millió |
| 227. | 5.  | Darlene v. David         | Gail Mancuso     | Bruce Helford   | 2018. április 17. | 13,26 millió |
| 228. | 6.  | No Country for Old Women | Gail Mancuso     | Dave Caplan     | 2018. május 1.    | 10,42 millió |
| 229. | 7.  | Go Cubs                  | Andrew D. Weyman | Dave Caplan     | 2018. május 8.    | 10,29 millió |
| 230. | 8.  | Netflix & Pill           | Andrew D. Weyman | Betsy Borns     | 2018. május 15.   | 10,73 millió |
| 231. | 9.  | Knee Deep                | Gail Mancuso     | Bruce Rasmussen | 2018. május 22.   | 10,58 millió |